# جوش بانس
جوش بانس (بالإنجليزية: Josh Bunce)‏ هو لاعب كرة قاعدة أمريكي، ولد في 10 مايو 1847 في بروكلين في الولايات المتحدة، وتوفي بنفس المكان في 28 أبريل 1912.

## وصلات خارجية
- جوش بانس على موقعبيزبول رفرنس.كوم (الدوري الرئيسي) (الإنجليزية)
- جوش بانس على موقعبيزبول رفرنس.كوم (الدوري الثانوي) (الإنجليزية)